# Albert Müller (Politiker, 1895)

Albert Müller

Albert Sebastian Müller (* 22. Oktober 1895 in Arzheim; † am 31. Dezember 1945 für tot erklärt) war ein deutscher Politiker (NSDAP).

## Leben und Wirken
Nach dem Besuch der Volksschule in Arzheim und der Handelsschule in Koblenz nahm Albert Müller von 1914 bis 1918 mit dem Fuß-Artillerie-Regiment Nr. 9 und dem Fuß-Artillerie-Regiment Nr. 2 am Ersten Weltkrieg teil, in dem er an der Ost- und der Westfront kämpfte und mit dem Eisernen Kreuz II. Klasse ausgezeichnet wurde. Von 1919 bis 1933 verdiente Müller seinen Lebensunterhalt als Prokurist in der Saatgutbranche.
In die NSDAP trat er zum 10. September 1925 ein (Mitgliedsnummer 18.468). Im Gau Koblenz-Trier war er von Anfang Juni 1931 bis Ende März 1932 Gaufachberater für Kriegsbeschädigtenfragen und danach bis 1936 Gauinspekteur West. Als Kreisleiter Koblenz-Stadt fungierte er 1932 und danach in gleicher Position von 1933 bis 1935 in Trier-Stadt. Von 1935 bis 1945 war er Kreisleiter des Großkreises Trier und dort zusätzlich Gemeindebeauftragter. Müller wirkte in Trier als fanatischer Nationalsozialist, der aufgrund seiner einflussreichen Stellung Regimegegner und später Juden schikanierte. Im kommunalpolitischen Bereich traf er personelle und sachliche Fehlentscheidungen.
Ab November 1933 saß er außerdem als Abgeordneter im nationalsozialistischen Reichstag, in dem er den Wahlkreis 21 (Koblenz Trier) vertrat.
Während des Zweiten Weltkrieges war er nach der deutschen Besetzung Luxemburgs von 1940 bis 1941 örtlicher Kreisleiter sowie Stadtkommissar. Gegen Kriegsende setzte er sich vor der Besetzung Triers ab und ist wahrscheinlich in sowjetischer Kriegsgefangenschaft verstorben.
Durch das Amtsgericht Koblenz wurde er am 8. April 1952 rückwirkend zum 31. Dezember 1945 für tot erklärt.